# De Torens van Middernacht
De Torens van Middernacht is het dertiende en voorlaatste deel in de epische fantasyserie Het Rad des Tijds van de Amerikaanse schrijver Robert Jordan, hoewel het boek, net zoals De Naderende Storm en Het Licht van Weleer werd afgemaakt door Brandon Sanderson. Het boek verscheen op 2 november 2010 in de Verenigde Staten en de Nederlandse vertaling werd gepubliceerd door Luitingh-Sijthoff in 2011.
Het boek is het tweede deel in de trilogie Het Licht van Weleer, het laatste boek dat Robert Jordan voor zijn dood voor ogen had. Vanwege de grote hoeveelheid materiaal die in het boek moest worden opgenomen besliste Jordans vrouw, Harriet McDougal, samen met Brandon Sanderson om het boek in drie op te splitsten. Met de hulp van Jordans notities zal Sanderson de serie afwerken. Momenteel zijn de eerste twee geplande delen, De Naderende Storm en De Torens van Middernacht al gepubliceerd.
Oorspronkelijk was het de bedoeling dat het dertiende deel Shifting Winds zou gaan heten, maar Sanderson besloot uiteindelijk een andere titel te gebruiken. De Torens van Middernacht verscheen op 2 november 2010 in de VS en bevat in het Engels 328,000 woorden. Het debuteerde op nummer één in de New York Times-bestsellerslijst.

## Inhoud
Rhand Altor, de Herrezen Draak, heeft, na een harde strijd met zichzelf, ingezien, waarom het zin heeft om steeds weer opnieuw te leven. Nadat hij de Choedan Kal heeft vernietigd, gaat hij naar Tar Valon.

### Egwene en Gawein
Egwene Alveren, die net de Aes Sedai weer verenigd heeft, is daar Amyrlin Zetel. Ze wordt die ochtend gewekt door haar nieuwe hoedster Silviana Brehon. Zij vertelt dat de Herrezen Draak aan een van de poorten van de Witte Toren staat. Als hij even later bij Egwene is, vertelt hij wat hij bij Tarmon Gai'don gaat doen: Hij gaat de zegels op de kerker van de Duistere breken. Egwene vraagt hem te wachten om het te bespreken, net zoals ze de Aes Sedai die aan Asha'man gebonden zijn wil bespreken. Rhand weigert, en vertelt haar dat ze over een maand naar de Akker van Merrilor moet komen, waar hij deze dingen zal bespreken. Vervolgens vertrekt hij. Egwene heeft nog veel meer problemen. Ze houdt van Gawein Trakand, en hij wil dat ze hem als zwaardhand bindt, maar omdat hij haar tegen haar wil uit de Witte Toren had gehaald (zie De Naderende Storm voor een uitgebreider verslag) wil ze dat hij eerst leert om haar te gehoorzamen, ook als hij niet weet waarom. Ondertussen zijn er verschillende moorden gepleegd in de Witte Toren, en Egwene vermoedt, net als de andere Aes Sedai, dat de moorden het werk zijn van Mesaana, de Verzaker die in de Witte Toren verbleef. Nadat Gawein voorkomt dat Egwene een sluipmoordenaar gevangen kan nemen, gaat hij naar Caemlin, om een tijdje bij zijn zus Elayne te zijn en met haar te praten over een aantal dingen. Om Mesaana en de gevluchte leden van de Zwarte Ajah te lokken, beveelt ze een aantal van de Aes Sedai die haar het meest trouw zijn om een fictieve vergadering in Tel'aran'rhiod te houden. Ondertussen houdt ze zelf een stukje verderop een echte vergadering met de Wijzen van de Aiel en de Windvindsters van het zeevolk over waar jonge geleidsters heen moeten. Als deze vergadering net klaar is, en de Windvindsters al weg zijn, komt Siuan Sanche plotseling naar Egwene toe. Als Egwene vraagt of de Zwarte Ajah inderdaad kwam afluisteren, wat ze had verwacht, zegt Siuan: "Ze kwamen niet om af te luisteren, ze vielen aan!" Vervolgens gaan Egwene en de Wijzen meteen met Siuan mee naar de Witte Toren, waar de anderen al vol in gevecht zijn, en alleen nog leven omdat de Zwarte Ajah geen ervaring heeft in Tel'aran'rhiod. Egwene en de Wijzen hebben dat wel.

### Perijn
Perijn Aybara heeft na Malden een enorm leger, en veel van de mensen in dat leger willen niet meer naar huis, maar bij hem vechten. Langzaam gaat hij met zijn leger naar het noordoosten, en heeft het alleen nog niet teruggestuurd omdat de Asha'man bij een bel van het kwaad gewond zijn geraakt. Als zij genezen zijn, wil hij met zijn hele leger naar Cairhien, om daar het bevel aan Rhand te geven. Voor zijn Asha'man genezen zijn, komt hij de Kinderen van het Licht tegen, die onder het bevel staan van Galad Damodred. Ook Byar en Dain Bornhald zijn bij dit leger. Zij beschuldigen Perijn ervan dat hij twee Kinderen heeft vermoord, wat, letterlijk gezien, ook zo is, maar naar Perijns mening is hij niet schuldig, vanwege een paar andere dingen. Ook zeggen Byar en Bornhald dat Perijn Schaduwgebroed is, en dat hij in Tweewater de Trolloks aanvoerde, terwijl hij deed alsof hij tegen ze vocht. Ook zeggen ze dat Perijn Geofram Bornhald, de vader van Dain, heeft gedood bij Falme. Hier hebben ze echter geen enkel bewijs voor, net zomin als ze bewijs hebben dat hij in Tweewater de Trolloks aanvoerde. Op een gegeven moment herkent Galad zijn stiefmoeder Morgase, die zich voordoet als een dienstmeid van Perijn, waarna besloten wordt dat zij de rechtszaak tegen Perijn zal leiden, ook omdat zij destijds koningin was van het gebied waar Perijn de Kinderen had gedood. Zij besluit dat het "illegaal doden" was, wat geen moorden is, omdat de Kinderen een "illegaal huurlingenleger" in Andor waren. Galad zal de straf bepalen, en hij komt met Perijn overeen om dat na de Laatste Slag te doen, mits ze het allebei overleven. Ondertussen kunnen de Asha'man geen poorten maken, en kunnen ze daardoor niet weg. Perijn ontdekt in de Wolfsdroom (Tel'aran'rhiod) dat een Ter'angreaal is, die ook in de Wereld der Dromen bestaat, die voorkomt dat ze weg kunnen. Hij verplaatst het ding, terwijl hij en een paar wolven, waaronder Springer, in gevecht raken met Slachter, een Duistervriend die ook in Tel'aran'rhiod komt.

### Gevechten Tar Valon
Perijn verplaatst de Ter'angreaal naar Tar Valon, waar op hetzelfde moment het gevecht van Egwene begint. Op dit moment is alleen Springer nog bij hem. De Ter'angreaal voorkomt niet alleen dat er poorten gemaakt kunnen worden, maar ook dat je in de Wereld der Dromen het gebied in of uit kunt, behalve door door de rand heen de gaan, wat erg lastig is. Perijn probeert samen met Springer Slachter te doden, maar dit lukt niet, en Slachter weet de Ter'angreaal weer terug te pakken. Egwene is inmiddels in de Witte Toren aan het vechten, terwijl later blijkt dat Mesaana had gewild dat het gevecht ergens anders was. Gawein is ondertussen weer terug in Tar Valon, nadat hij na een paar gesprekken met Elayne zijn haat tegen Rhand heeft begraven, en ontdekt heeft dat de sluipmoordenaars (het zijn er meerdere) Seanchanen zijn, die zijn achtergebleven na de aanval. Hij is net op tijd terug om te voorkomen dat ze Egwene doden, maar ondanks zijn uitmuntende zwaardkunsten, weet hij ze eerst niet te doden, omdat ze een soort ter'angrealen hebben, waarmee ze eruitzien als schaduwen. Als Gawein al flink gewond is, weet hij er eindelijk één te raken. Dan bedenkt hij dat hij de lamp kan stukslaan, en dat het dan gelijk is, want dan is er geen zicht om hem te misleiden. Hij doet dit, en weet vervolgens de andere twee sluipmoordenaars te doden. Vervolgens valt hij flauw door bloedverlies. Egwene wordt met een a'dam gevangengenomen, maar bedenkt dat een a'dam in de Wereld der Dromen gewoon een stuk metaal is, vertelt Mesaana wat ze heeft bedacht, laat de a'dam openklikken en vallen, en verslaat Mesaana vervolgens. Iets eerder heeft ze ook een ontmoeting met Perijn gehad, waarbij ze stomverbaasd zag hoe hij lotsvuur tegenhield, gewoon door zich voor te stellen dat het er niet was. Als Egwene wakker wordt en, omdat de lamp uit is, een lichtbol maakt, ziet ze Gawein op de grond liggen, en bindt hem tot zwaardhand, omdat dat de enige manier is waarop ze zijn leven nog kan redden. Perijn weet de ter'angreaal van Slachter intussen weer terug te krijgen en te vernietigen. Maar tegen een enorme prijs: Springer wordt door Slachter gedood, en als een wolf in de Wolfsdroom gedood wordt, is hij voor altijd dood; dan wordt hij nooit meer herboren.

### Hinderlaag
Even later is Perijn bij Wittebrug. Daar besluit hij het leiderschap te aanvaarden. Vervolgens ontdekt hij dat de Kinderen van het Licht in een enorme hinderlaag zitten, en vertrekt net op tijd om ze te kunnen redden. Galad besluit vervolgens meteen Perijns straf te vertellen, en dat is in de Laatste Slag vechten met alles wat hij kan, en hij moet 500 goudkronen betalen aan de families van de twee gedode Kinderen.

### Mart
Mart Cauton is ondertussen in Caemlin. Hij moet, om een gelofte gestand te doen, 30 dagen wachten tot hij er weg mag, en in die tijd komt de Gholam weer achter hem aan. Ook haalt hij Elayne over Draken te maken, een soort kanonnen. Het idee voor Draken komt van een vrouw die met hem meereist, Aludra. Met Elayne bedenkt hij een plan om de Glolam te stoppen. Eerst dringt hij de Gholam naar een leeg huis, waar hij het naar een kamer met een witte vloer en overal een zwart niets dringt. Met een schop weet hij de Gholam de vloer af te krijgen. De "vloer" was een platform wat gebruikt werd om te Scheren, een manier om je snel voort te bewegen. Voor zover bekend gaat de zwartheid oneindig door. Kort daarna zijn de 30 dagen voorbij, en Mart gaat met Thom Merrilin en Noal Charin naar de Toren van Ghenjei, waar Moiraine Damodred gevangen zit. Ze weten er in te komen, en met Marts geluk komen ze in de kamer waar de Aelfinn en de Eelfinn gebonden zijn aan hun afspraken. Mart weet hier veel te krijgen in ruil voor "het halve licht van de wereld", een van zijn ogen. Ook heeft hij gezegd dat hij geen tegenstand wilde op de terugweg, maar door de manier waarop hij het verwoordde konden de Aelfinn nog wel achter hen aan. Om hen tegen te houden geeft Noal zijn leven, waarbij hij Mart en Thom verteld dat hij Jaim Kimstapper is. Thom is niet verbaasd. Op het nippertje weten Thom en Mart er met Moiraine uit te komen. Vervolgens vraagt Moiraine Thom ten huwelijk, en is Mart stomverbaasd omdat hij niet door had dat ze verliefd op elkaar waren geworden.

### Rhand en Rodel Ituralde
Rhand is compleet veranderd nadat hij op de Drakenberg was geweest. Als hij terug is in Tyr, lost hij zijn toh in, ontmaskert de duistervrienden onder de hoogheren en -vrouwes, vergeeft zijn vader voor wat hij gedaan heeft, en heft Cadsuanes verbanning op. Een tijdje later gaat Rhand naar Bandar Eban, en wat hem eerst in weken niet lukte, lukt hem nu in één dag: Hij herstelt de orde, en hij zorgt er ook nog voor dat er meer dan genoeg graan is. In De Naderende Storm heeft Rhand Rodel Ituralde naar Maradon gestuurd om daar met een leger waar ook Asha'man bij zijn de Trolloks tegen te houden. Hij mocht van de Saldeanen in Maradon de stad niet in, omdat die hem als een verrader zagen, dus moest hij proberen stand te houden. Nadat hij wekenlang volhield, werd hij toch teruggedrongen. Als er iets heel erg misgaat, en het hele leger onder de voet dreigt te worden gelopen, worden ze gered door de Saldeaanse cavalerie, die beroemd is om zijn manoeuvres. De leider heet Yoeli, en hij vertelt de leider van de stad, Heer Torkumen, weigerde om Ituralde binnen te laten, en dat er is gevochten tussen voor- en tegenstanders, of, beter gezegd, tussen mensen die wilden dat er naar het bevel geluisterd werd, en mensen die wilden dat het leger van Ituralde gered werd. En die tweede groep heeft dus gewonnen. Als ze in de stad zijn, slaan de Trolloks het beleg op, waarvan ze afvragen waarom dat is, omdat de Asha'man poorten kunnen maken waarmee voedsel binnengebracht kan worden. Maar als het beleg een paar uur bezig is, vernietigen mannelijke Gruwheren een deel van de muur. Dit is ook de eerste keer dat er Duistervrienden zijn die kunnen geleiden sinds de Trollok-oorlogen, behalve de Zwarte Ajah en de Verzakers. En de eerste keer dat ze openlijk optreden. Ituralde, die op dat moment op de muur was, overleeft net, maar de Asha'man met wie hij op dat moment praatte niet. Door snel na te denken weet hij de Trolloks veel schade te berokkenen, voordat ze in de stad zijn, en de Trolloks die hij op een gegeven moment in de stad laat komen ook nog te doden. Daarna gebruikt hij de hit-en-runtactiek: Een snelle aanval om een groepje Trolloks te doden, en dan weer weg, om op het volgende groepje te wachten. Als ze dit een (hele lange) halve dag gedaan hebben, worden ze gered: Rhands leger, onder bevel van Davram Bashere, een van de andere grote generaals, is aangekomen. Ze weten de Trolloks ver terug te dringen, maar de heuvel waarop Ituralde wekenlang standhield, konden ze niet heroveren. Rhand zelf is ondertussen ook aangekomen. Als een enorm leger Trolloks, waarschijnlijk in de honderdduizenden, richting Maradon stroomt, willen Bashere en Ituralde vertrekken, en ze zeggen dat Maradon verloren is. Rhand weigert dit te accepteren, en gaat door een poort naar het veld tussen Maradon en de heuvel. Alleen twee Speervrouwen gaan mee. De Trolloks versnellen als ze drie mensen alleen zien, en dat blijkt een grote fout. Rhand valt met Saidin aan, en het enorme leger van Trolloks wordt een uur lang door de Ene Kracht geteisterd. Dan vlucht het leger, en Rhand keert doodmoe terug naar Maradon. Uit deze vertoning van macht blijkt dat Rhand sterker is geworden, want Callandor wordt niet gebruikt, terwijl er toch een hoeveelheid van de Kracht wordt gebruikt die vele malen groter is dan wat Rhand eerst kon. Als Rhand teruggaat naar Tyr, gaat Rodel Ituralde ook mee. Daar neemt Rhand hem mee naar de kamer van Cadsuane, de hij eerder had gestuurd om iemand te zoeken. Het blijkt dat die iemand Alsalam is, de koning van Arad Doman. Rhand dacht eerder dat hij gedood was bij de aanval op Natrins Terp. Een paar dagen later, de dag voor Rhand naar de Akker van Merrilor gaat, gaat hij naar het leger van de Grenslanders, dat in Far Madding verblijft. Ook dit leger weet hij achter zich te krijgen. Vervolgens gaat hij naar de Akker van Merrilor, waar Perijn ook al is.

### Overig
Ook de Seanchanen houden zich niet stil, en plannen een nieuwe aanval op de Witte Toren, dit keer met behulp van poorten.
Nynaeve gaat terug naar de Witte Toren, nadat Egwene haar ontboden heeft, en wordt daar verheven tot Aes Sedai. Saerin, die erbij was, is furieus geworden vanwege de manier waarop ze verheven is. Volgens haar was elk van deze beproevingen (het zijn er 100) erger dan wat ze bij enig ander gezien had. Na haar beproeving gaat ze naar Mijrelle, en neemt de binding van Lan over.
Ook Nynaeves echtgenoot Lan heeft problemen. Hij is door de grenslanden heen naar het westen gegaan, terwijl 12 000 man, vooral Malkieri zich bij hem aangesloten hebben, waar Nynaeve voor gezorgd heeft. Aan het eind van De Torens van Middernacht begint zijn aanval op de Verwording bij Tarwins Kloof.
Het Oog van de Wereld · De Grote Jacht · De Herrezen Draak · De Komst van de Schaduw · Vuur uit de Hemel · Heer van Chaos · Een Kroon van Zwaarden · Het Pad der Dolken · Hart van de Winter · Viersprong van de Schemer · Mes van Dromen · De Naderende Storm · De Torens van Middernacht · Het Licht van Weleer — 
Prequel: Een Nieuw Begin